# Janty Yates
Janet „Janty“ Yates (* 1950) ist eine britische Kostümbildnerin, die vor allem durch ihre langjährige Zusammenarbeit mit Regisseur Ridley Scott bekannt wurde. Für ihre Arbeit an Scotts Monumentalfilm Gladiator wurde sie 2001 mit dem Oscar für das beste Kostümdesign ausgezeichnet.

## Leben
Janty Yates begann ihre Laufbahn als Kostümbildner-Assistentin in der Filmwirtschaft 1981 bei den Dreharbeiten für den international co-produzierten Abenteuerfilm Am Anfang war das Feuer. Ab 1989 war sie als eigenständige Kostümbildnerin tätig, mehrfach in Filmen des Regisseurs Michael Winterbottom.
Für Gladiator arbeitete Yates 2000 zum ersten Mal mit Regisseur Ridley Scott zusammen. Ihre Kostüme für den Monumentalfilm brachten Yates bei der Oscarverleihung 2001 den Oscar für das Beste Kostümdesign ein. Außerdem gewann sie für ihre Kostüme in diesem Film den Sierra Award der Las Vegas Film Critics Society und erhielt Nominierungen für den Saturn Award, für den British Academy Film Award für die besten Kostüme, für den PFCS Award der Phoenix Film Critics Society für das beste Kostümdesign und bei den Satellite Awards 2000 für den Golden Satellite Award für das beste Kostümdesign.
Auch in Scotts Filmen Hannibal, Königreich der Himmel und American Gangster verantwortete sie das Kostümdesign. Seit 2007 arbeitet Yates regelmäßig mit Scott zusammen.
Für De-Lovely – Die Cole Porter Story (2004) von Irwin Winkler mit Kevin Kline, Ashley Judd und Jonathan Pryce erhielt sie 2005 eine Nominierung für den Preis der Costume Designers Guild (CDG Award) für exzellentes Kostümdesign sowie bei den Satellite Awards 2004 für das beste Kostümdesign. Bei der Verleihung des Goya 2006 wurde sie für den ebenfalls von Ridley Scott mit Orlando Bloom, Eva Green und Jeremy Irons inszenierten Monumentalfilm Königreich der Himmel (2005) für den Goya für das beste Kostümdesign sowie bei den Satellite Awards 2005 für einen Satellite Award nominiert.
2011 war Janty Yates, die 2006 als Mitglied in die Academy of Motion Picture Arts and Sciences berufen wurde, abermals für den Saturn Award für das beste Kostüm nominiert, und zwar für Robin Hood (2010) von Scott und erhielt zugleich bei den Satellite Awards 2010 eine Nominierung für den Satellite Award für das beste Kostümdesign.
Sie wirkte 2014 an der Kostümausstattung des von Ridley Scott mit Noomi Rapace, Charlize Theron und Patrick Wilson inszeniertem Film Prometheus – Dunkle Zeichen mit, ebenso wie 2015 an Scotts Science-Fiction-Film Der Marsianer – Rettet Mark Watney. Mit David Crossman arbeitete sie 2023 an Scotts Historiendrama Napoleon. Diese Arbeit brachte ihr gemeinsam mit Crossman eine weitere Nominierung für den Oscar für das Beste Kostümdesign ein.
Seit 1980 wirkte Yates an der Kostümausstattung von über dreißig Filmen und Fernsehproduktionen mit.

## Filmografie (Auswahl)
Kostümassistentin
- 1981: Am Anfang war das Feuer (La Guerre du feu)
- 1984: Oxford Blues
- 1985: Dance with a Stranger
- 1988: Chinese Blues (Soursweet)
- 1990: Yellowthread Street (Fernsehserie)
- 1991: Die Commitments (The Commitments)
- 1996: Cold Lazarus (Miniserie)
- 1997–1998: Stella Street (Fernsehserie)

Kostümbildnerin
- 1989: Gezinktes Spiel (The Endless Game, Miniserie)
- 1990: Yellowthread Street (Fernsehserie)
- 1990–1998: The Comic Strip presents… (Fernsehserie)
- 1993: Bad Behaviour
- 1993: Für alle Fälle Fitz (Cracker, Fernsehserie)
- 1995: The Glam Metal Detectives
- 1995: Der Engländer, der auf einen Hügel stieg und von einem Berg herunterkam (The Englishman Who Went Up a Hill But Came Down a Mountain)
- 1996: Karaoke (Miniserie)
- 1996: Herzen in Aufruhr (Jude)
- 1997: Welcome to Sarajevo
- 1997: Agent Null Null Nix (The Man Who Knew Too Little)
- 1999: Plunkett & Macleane
- 1999: With or Without You
- 2000: Gladiator
- 2001: Duell – Enemy at the Gates (Enemy at the Gates)
- 2001: Hannibal
- 2001: Die Liebe der Charlotte Gray (Charlotte Gray)
- 2004: De-Lovely – Die Cole Porter Story (De-Lovely)
- 2005: Königreich der Himmel (Kingdom of Heaven)
- 2006: Miami Vice
- 2007: American Gangster
- 2008: Der Mann, der niemals lebte (Body of Lies)
- 2010: Robin Hood
- 2012: Prometheus – Dunkle Zeichen (Prometheus)
- 2013: The Counselor
- 2014: The Gentleman’s Wager (Kurzfilm)
- 2014: Exodus: Götter und Könige (Exodus: Gods and Kings)
- 2015: Der Marsianer – Rettet Mark Watney (The Martian)
- 2017: Alien: Covenant
- 2017: Alles Geld der Welt (All the Money in the World)
- 2019: The Journey (Kurzfilm)
- 2020: Raised by Wolves (Fernsehserie)
- 2021: The Last Duel
- 2021: House of Gucci
- 2023: Napoleon
- 2024: Gladiator II

## Auszeichnungen
- 2001: Oscar für das Beste Kostümdesign
- 2001: Sierra Award für die Besten Kostüme
- 2024: Oscarnominierung für das Beste Kostümdesign
- 2025: Oscarnominierung für das Beste Kostümdesign